# 弘中隆兼
弘中隆兼（平假名：ひろなか たかかね），日本戰國時代武將。戰國大名大内氏家臣。大内義興的家臣評定眾弘中興勝（弘中興兼）的嫡男。正式名諱為「隆包」，取父親字名的其中一字「隆兼」。弘中氏是清和源氏之流，壇之浦之戰後，世代都擔任岩國的領主職務。隆包仕於大内義隆，由於智勇兼備所以名聲遠揚、屢立功勳。生年有一說為天文9年（1540年）。

## 活躍於安藝國
隆包由於功績被任命為岩國安藝分郡（東西条）的代官。享祿2年（1529年），與毛利元就共同進攻松尾城（安藝高田市）。之後由於安藝國內大内氏與尼子氏激烈鬥爭，著手規劃進攻尼子方的頭崎城（東廣島市）。天文7年（1538年）左右，代替杉隆宣（杉氏一族，隆相之父）成為東西条的代官。天文10年（1541年）的吉田郡山城之戰後，大内義隆成為安藝守護，隆包則為安藝守護代。天文12年（1543年），成為槌山城城主，於安藝境內大内氏勢力各地活躍。主要擔任備後等地的經略。
天文11年（1542年），參與大内家的月山富田城遠征軍，但大内軍敗北，後致力於避免安藝、備後的國人眾被尼子方寢返。天文12年（1543年）開始數年間，致力於神邊城（尼子方山名理興的居城）之攻略（神邊合戰），並與毛利軍聯合作戰。天文17年（1548年）7月，受義隆之命於神邊城周邊地域進行大規模的稻薙（採收青田）。
隆兼與毛利元就交情匪淺，當大內軍進行月山富田城遠征之時，兩人的交情好到可以在協商之後一起向大內義隆獻策。此外，他和元就的嫡子毛利隆元（兩人在山口擔任人質時同樣由大內義隆處拜領一字）以及次子吉川元春也都關係良好。隆包與大内家臣江良房榮都深知，毛利元就未來無可限量，應提防毛利家竄起。

## 嚴島之戰
天文20年（1551年），陶隆房（後來的陶晴賢）謀反並誅殺義隆，另擁立外甥大内義長（大寧寺之變）。隆包對於謀反一事激烈反對，反亂後與陶晴賢（隆房改名）共同仕於義長。此時槌山城由菅田宣真守備。
天文22年（1553年）4月，隆兼與陶家臣毛利房宏共同向筑前國出兵，進攻與陶晴賢敵對的原田隆種守備的高祖城（糸島市）。
天文23年（1554年）參與三本松城之戰，進攻三本松城（津和野城）的支城賀年城，於茶臼山（八幡山）布陣。
大内、陶與毛利的關係決裂後，天文24年（1555年）3月，隆兼與江良房榮一同被懷疑與毛利内通，為證明自身清白，被晴賢脅迫於岩國將江良房榮殺害。嚴島之戰前的9月，反對晴賢將全軍移往嚴島，建議從陸路進攻安藝。隆兼由於識破元就的謀略，透過晴賢之妻向晴賢及大內義長進諫，卻不被接受，反而被三浦房清等血氣方剛的諸將領嘲笑。最後，隆包與弟弟方明留在岩國，嫡子隆助則渡海抵達嚴島，但由於村上水軍協助毛利方，因此有大内軍敗戰之覺悟。
其後一如隆包的預測，大內軍在一夜中就戰敗潰滅，唯一還能保持陣勢的隆包在塔之岡（嚴島神社北方丘陵）掩護總大將晴賢逃亡，率領500人在大聖院抵抗吉川元春等人的大軍，弘中隊最後剩下100名佔據天險駒之林（標高約509公尺）的龍之馬場抵抗。孤軍奮戰3日後，最後被吉川軍包圍戰死。